# Neverland (The Mission)
Neverland è considerato il sesto album in studio del gruppo gothic rock britannico The Mission, pubblicato nel 1995.

## Tracce
1. Raising Cain – 6:12
2. Sway – 4:44
3. Lose Myself in You – 4:21
4. Swoon – 5:07
5. Afterglow (reprise) – 7:50
6. Stars Don't Shine Without You – 4:57
7. Celebration – 2:24
8. Cry Like a Baby – 5:32
9. Heaven Knows – 6:22
10. Swim With the Dolphins – 3:17
11. Neverland (vocal) – 4:22
12. Daddy's Going to Heaven Now – 11:08